# Architettura etrusca

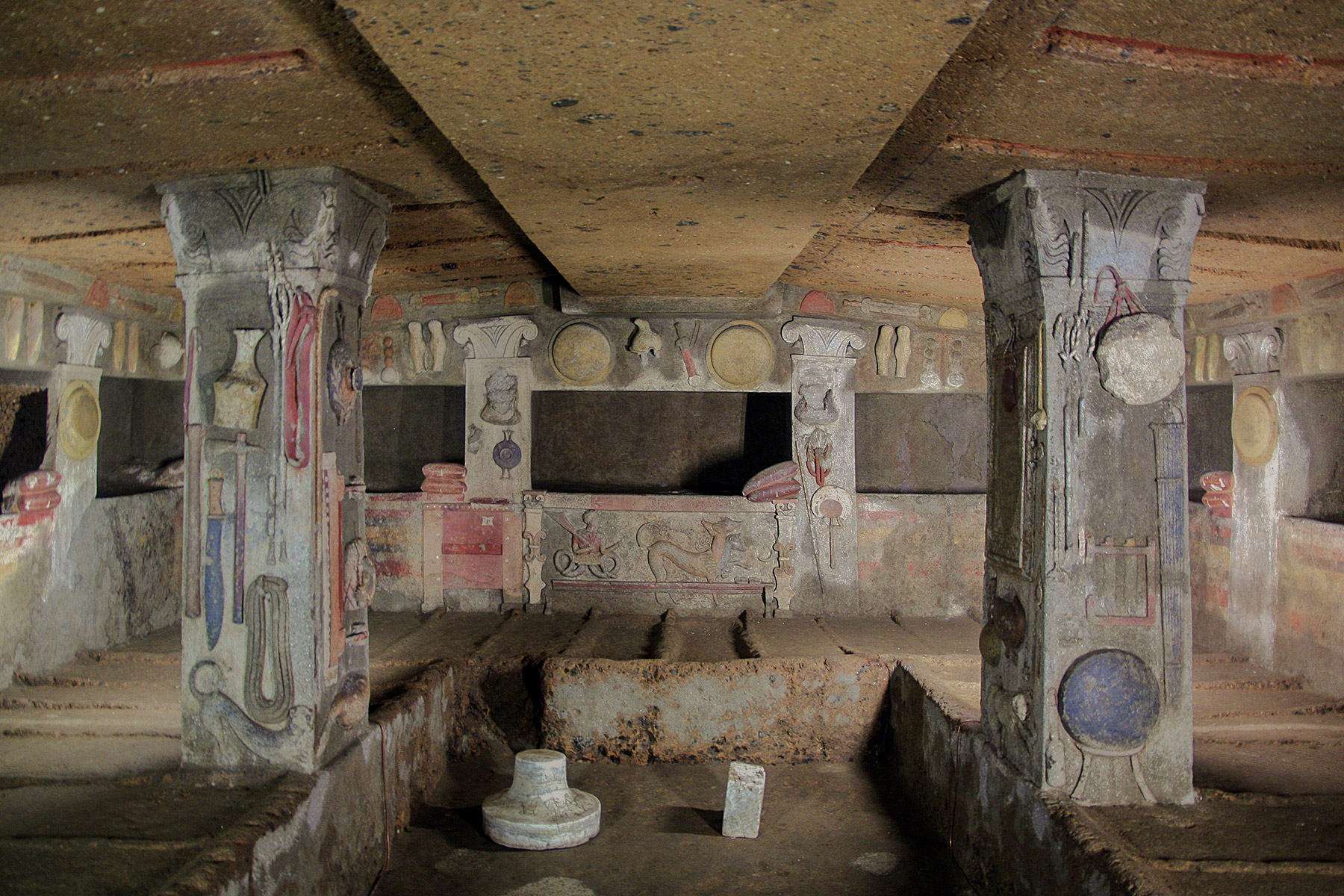
La Tomba dei Rilievi nella necropoli della Banditaccia a Cerveteri.

L'architettura etrusca si sviluppò tra il IX secolo a.C. e il I secolo a.C. in un'area denominata Etruria, corrispondente all'incirca alla Toscana, all'Umbria occidentale e al Lazio settentrionale e centrale, con propaggini anche a nord nella zona padana, nelle attuali Emilia-Romagna, Lombardia sud-orientale e Veneto meridionale, e a sud, in alcune aree della Campania.

## Caratteristiche generali
Lo stile etrusco è principalmente caratterizzato dal passaggio dagli archi a strati orizzontali a quelli a tutto sesto a cunei  di cui gli Etruschi fecero grande uso anche nelle grandi opere idrauliche come la Cloaca Massima a Roma. Dall'arco si passò quindi alle volte e alle cupole, di cui quel popolo fu il primo utilizzatore in Europa. Agli Etruschi si deve l'ordine tuscanico, generalmente considerato un adattamento in terra italica dell'ordine dorico greco.
Nell'architettura etrusca le colonne sono senza scanalature, con una base composta di un toro posto sopra un plinto; il capitello è simile a quello dorico, con echino molto basso e abaco molto alto. L'altezza delle colonne era normalmente di sette diametri della stessa, con architrave assomigliante al dorico, fregio basso e liscio. La cornice è normalmente composta di cimasa, gocciolatoio e cavetto. Le colonne, molto distanti le une dalle altre, sorreggono architravi in legno e un largo frontone triangolare; timpani e ornamenti esterni sono in terracotta.

## Edifici civili

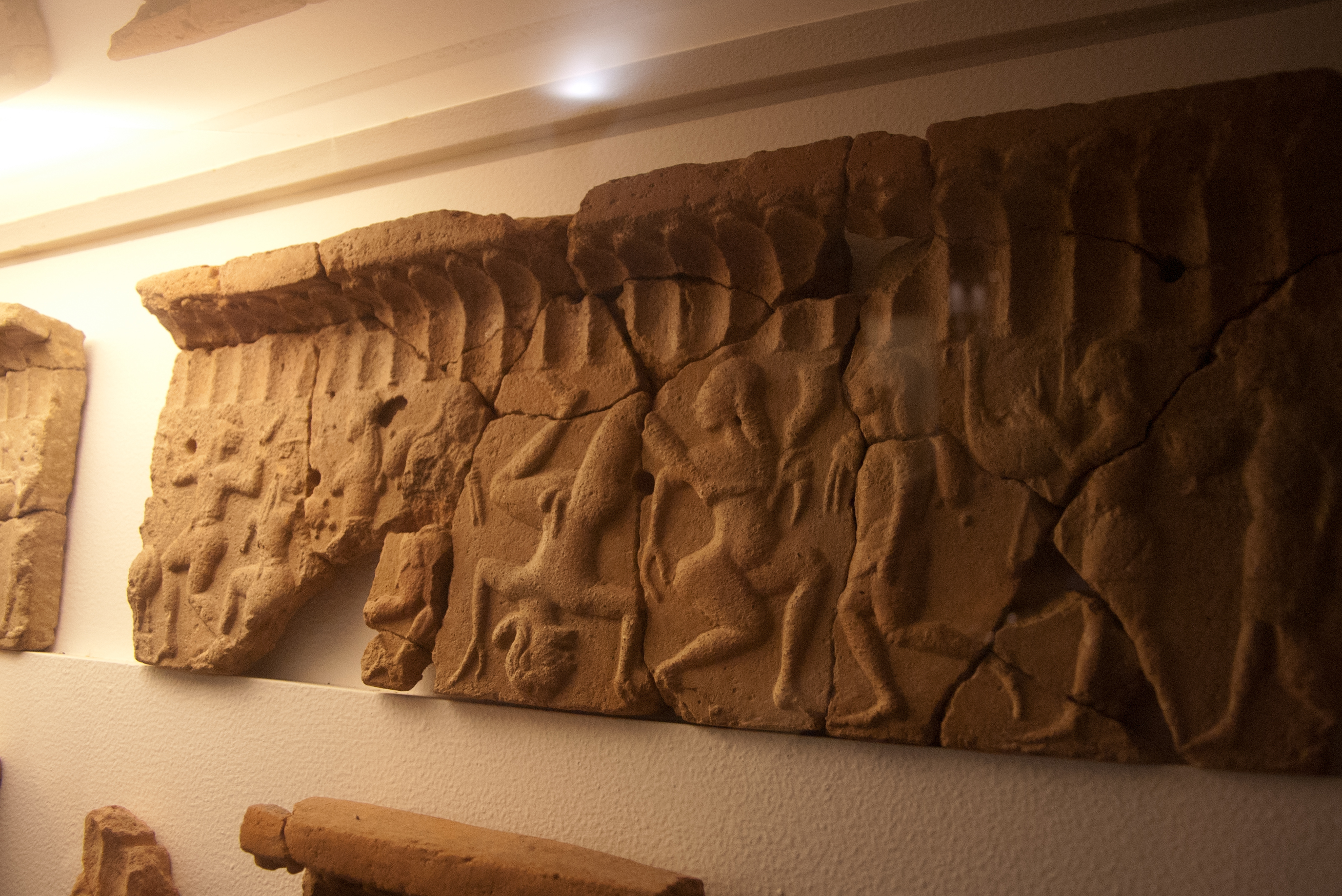
Lastra architettonica fittile da Acquarossa.

I primi villaggi etruschi erano costituiti da capanne (principalmente con alzato in mattoni crudi e tetto stramineo), per lo più ad ambiente unico, a pianta rettangolare o ovoidale, la cui struttura e forma si desume dai fori lasciati su terreno dai pali di sostegno, oltre che dal confronto con le urne a capanna in ceramica o in bronzo. Il legame tra le sepolture e l'architettura domestica permette di seguire quest'ultima nelle sue principali modificazioni. Elementi di tipo apotropaico decoravano il columen e gli spioventi del tetto.
Una grande rivoluzione, di matrice greca, dovette verificarsi verso la metà del VII secolo a.C.: l'introduzione delle coperture in terracotta. Plinio il Vecchio narra (Nat. hist., XXXV, 152) dell'ingresso in terra etrusca, al seguito di Demarato, di una maestranza di origine greca (ma i nomi degli artigiani indicati da Plinio, Diopos, Eucheir ed Eugrammos, sono “parlanti”, ossia sono una traduzione letteraria di una specifica funzione, esattamente come il nome Dedalo) che introduceva nuove tecniche costruttive e in particolar modo la coroplastica, analogamente a quanto affermava essere avvenuto in Grecia, a Corinto e Sicione, per opera di Butade. Il racconto pliniano è in parte confermato dagli scavi di Acquarossa per il livello riferibile alla fine del VII secolo a.C. che presenta coperture in tegole di terracotta dipinta, acroteri e antefisse modellate e dipinte, con motivi tratti dal repertorio subgeometrico, greco e orientalizzante. Lo stesso tipo di decorazione è testimoniata nel complesso di epoca orientalizzante di Poggio Civitate, avente funzione sia abitativa (per il signore locale) che cultuale, databile intorno al 650 a.C., con acroteri fittili a ritaglio. Si attesta quindi dalla metà del VII secolo a.C. l'esistenza di officine costituite da artigiani specializzati in diverse tecniche, capaci di condurre lavori complessi e completi.
Gli scavi di Acquarossa evidenziano per la fine del VII secolo a.C., unitamente ad altre tipologie domestiche, la distinzione delle abitazioni in tre vani, riservata alle classi sociali più elevate.
Sull'evoluzione delle abitazioni comuni non si hanno dati cronologici certi e probabilmente diverse tipologie abitative continuarono a convivere nel tempo; i materiali impiegati per l'alzato potevano differire in base alle possibilità economiche delle famiglie o in base ai fattori ambientali. Da una tipologia di abitazione con cortile centrale, di cui si ha esempio a Marzabotto, dovette evolversi la casa di tipo italico di età romana, descritta da Vitruvio, che ebbe fasi sperimentali riscontrabili nella tomba François e nell'ipogeo dei Volumnii di Perugia. Le tipologie abitative di epoca più recente vengono studiate integrando i dati con quelli delle abitazioni di Pompei, esse erano prive della decorazione plastica delle coperture, ormai riservata ai soli edifici templari.

## Templi

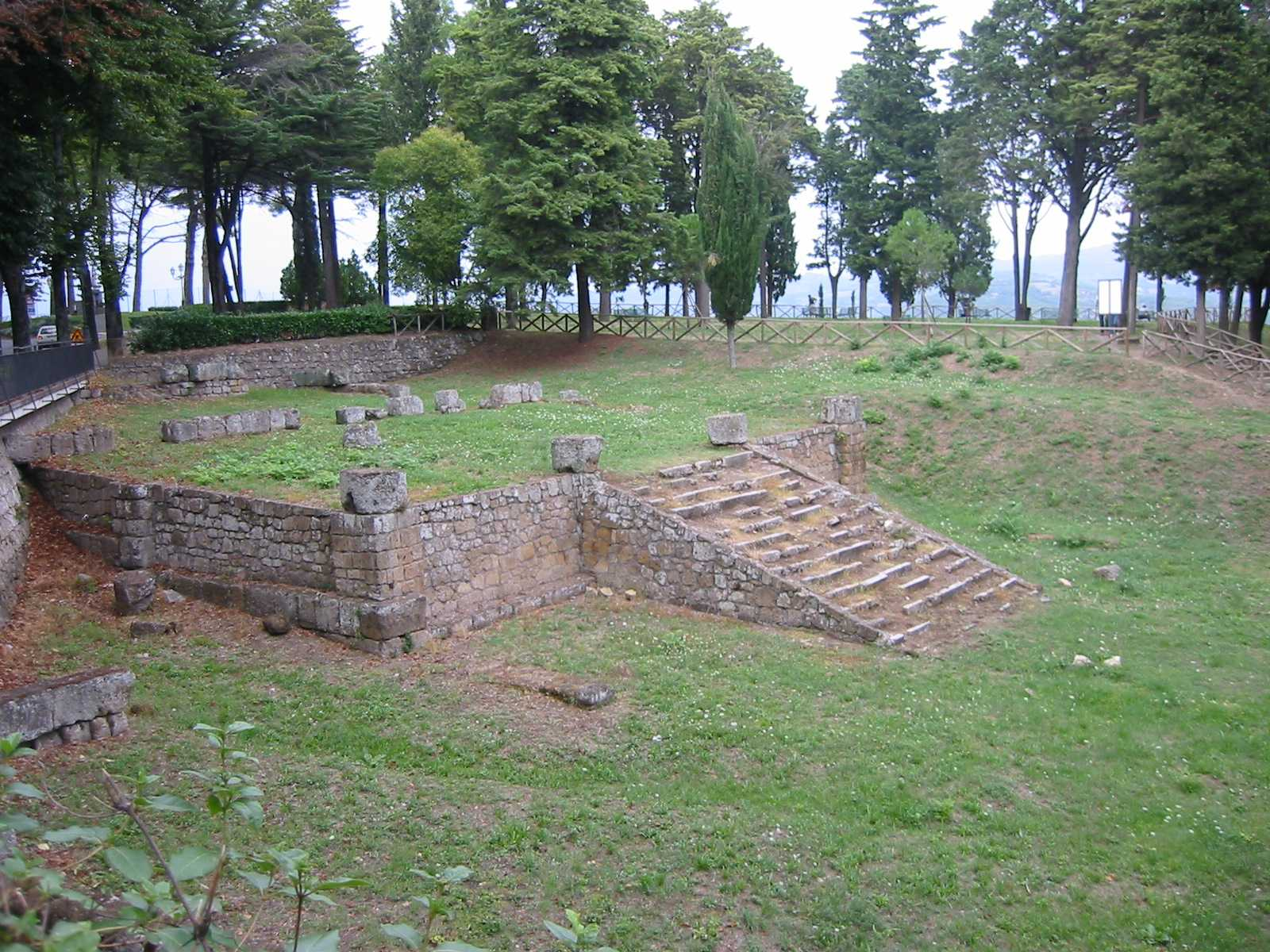
Orvieto, tempio etrusco del Belvedere.

La tipologia del tempio etrusco nacque all'inizio dell'età arcaica, nel secondo quarto del VI secolo a.C., come spazio adibito alla conservazione della statua di culto e degli arredi sacri; si consolidò in forma canonica alla fine dello stesso secolo. Dalla fine del VII secolo a.C. si datano alcuni edifici che iniziarono a caratterizzarsi come luoghi sacri distinti dal palazzo del sovrano. A differenza dei templi greci ed egizi, che si evolvevano assieme alla società, i templi etruschi rimasero sostanzialmente immutati nel tempo. Essi svilupparono la tipologia abitativa a tre vani, trasformando l'atrio anteriore nel pronao.
Le informazioni sul canone templare etrusco restituite dal trattato di Vitruvio, che lo classificava (in particolare le colonne) sotto un nuovo ordine, quello tuscanico, sono state in qualche modo confermate dalle indagini archeologiche. Il tempio, elevato su un alto podio decorato con modanature contrapposte, la cui altezza tende a diminuire col tempo, era accessibile attraverso una scalinata frontale. Frequente è la difficoltà, a parte gli esemplari a planimetria più semplice, con cella rettangolare unica come nel più antico tempio poliadico di Veio, nel distinguere le altre due tipologie più diffuse, quelle a tre celle e ad alae, ossia a cella unica ma con due corridoi laterali. La pianta a cella unica poteva avere o essere priva di colonne in facciata, la pianta con tripartizione della cella presentava nel pronao una doppia fila di colonne, in assenza o presenza di prolungamento dei muri laterali della cella. Nella tipologia ad alae le ali laterali potevano essere chiuse da muri, o separate dalla cella solo tramite colonne (tipologia detta periptero sine postico).
Nel santuario di Portonaccio a Veio, il tempio detto di Apollo aveva tre celle, o una cella con alae, e una ricca decorazione architettonica fittile, che comprendeva statue acroteriali di grandezza poco superiore al vero, oggi conservate al Museo nazionale etrusco di Villa Giulia a Roma, tra le quali il noto Apollo di Veio.
Altri esempi di tempio a tre celle sono il tempio tempio del Belvedere di Orvieto, datato agli inizi del V secolo a.C., e il tempio A di Pyrgi. Il tempio B di Pyrgi, il più antico dei due, e il tempio di Satrico, dedicato alla Mater Matuta, datato alla metà del VI secolo a.C., hanno invece cella unica e peristasi.

## Decorazione architettonica

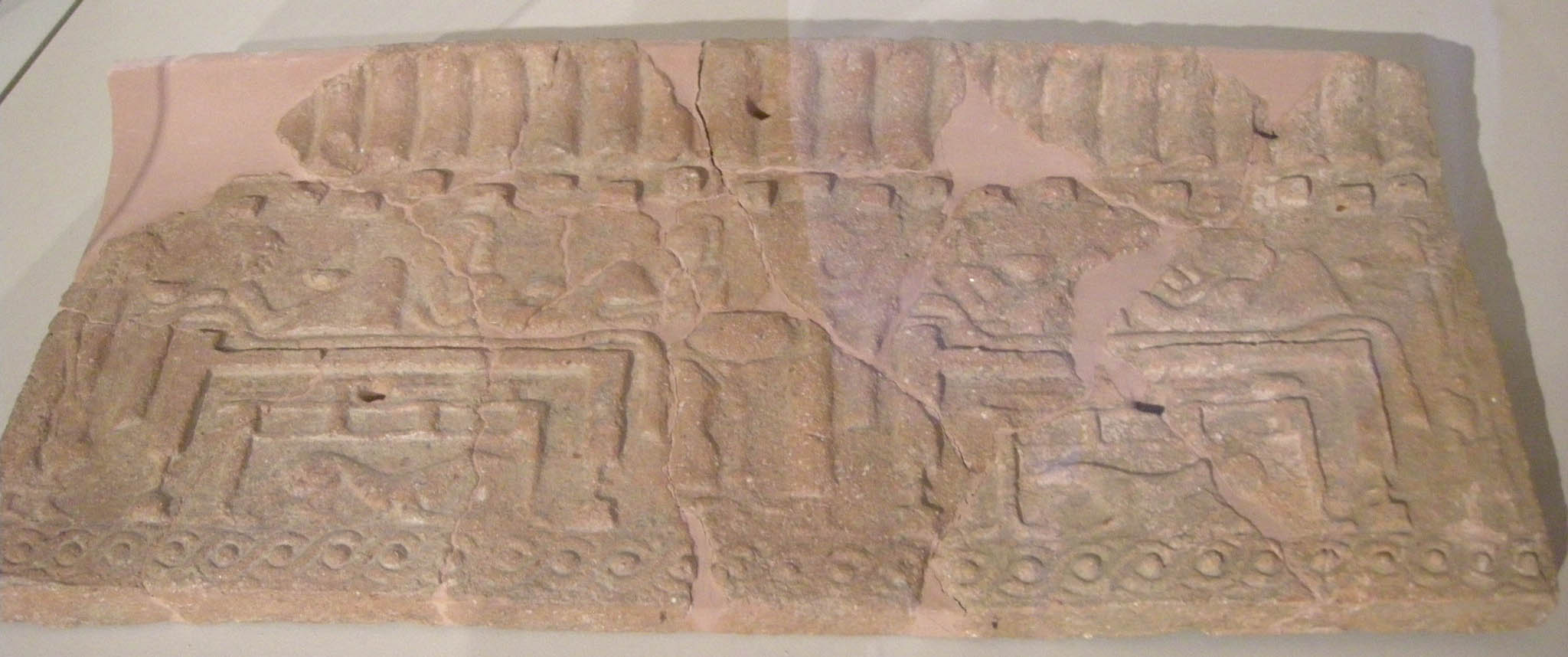
Lastra di rivestimento fittile con scena di banchetto, eseguita a stampo. Dal palazzo di Poggio Civitate (Murlo), 580 a.C. Antiquarium di Poggio Civitate.

La decorazione architettonica fittile dei templi etruschi comprendeva lastre di copertura degli assi orizzontali, antefisse e lastre di rivestimento per coprire la struttura lignea portante. Lo spazio frontonale restava cavo, la decorazione era assente o limitata al rivestimento di alcune parti dello stesso (le terminazioni del columen e dei mutuli, ossia della trave principale e delle travi laterali), attraverso lastre talvolta figurate. Gli acroteri potevano essere vere e proprie statue o elementi decorativi come palmette o altre decorazioni vegetali. Il tempio di Talamonaccio vide tra la seconda metà del IV secolo e la seconda metà del primo diverse ristrutturazioni, l'ultima delle quali comportò l'inserimento del fregio frontonale probabilmente per influenza della cultura greca mediata ormai dalla società romana. Lo spazio frontonale venne chiuso da assi in legno alle quali venivano inchiodate lastre con i rilievi aggettanti. Di epoca ellenistica è anche l'introduzione del fregio che decora le pareti della cella.

## Architettura funeraria

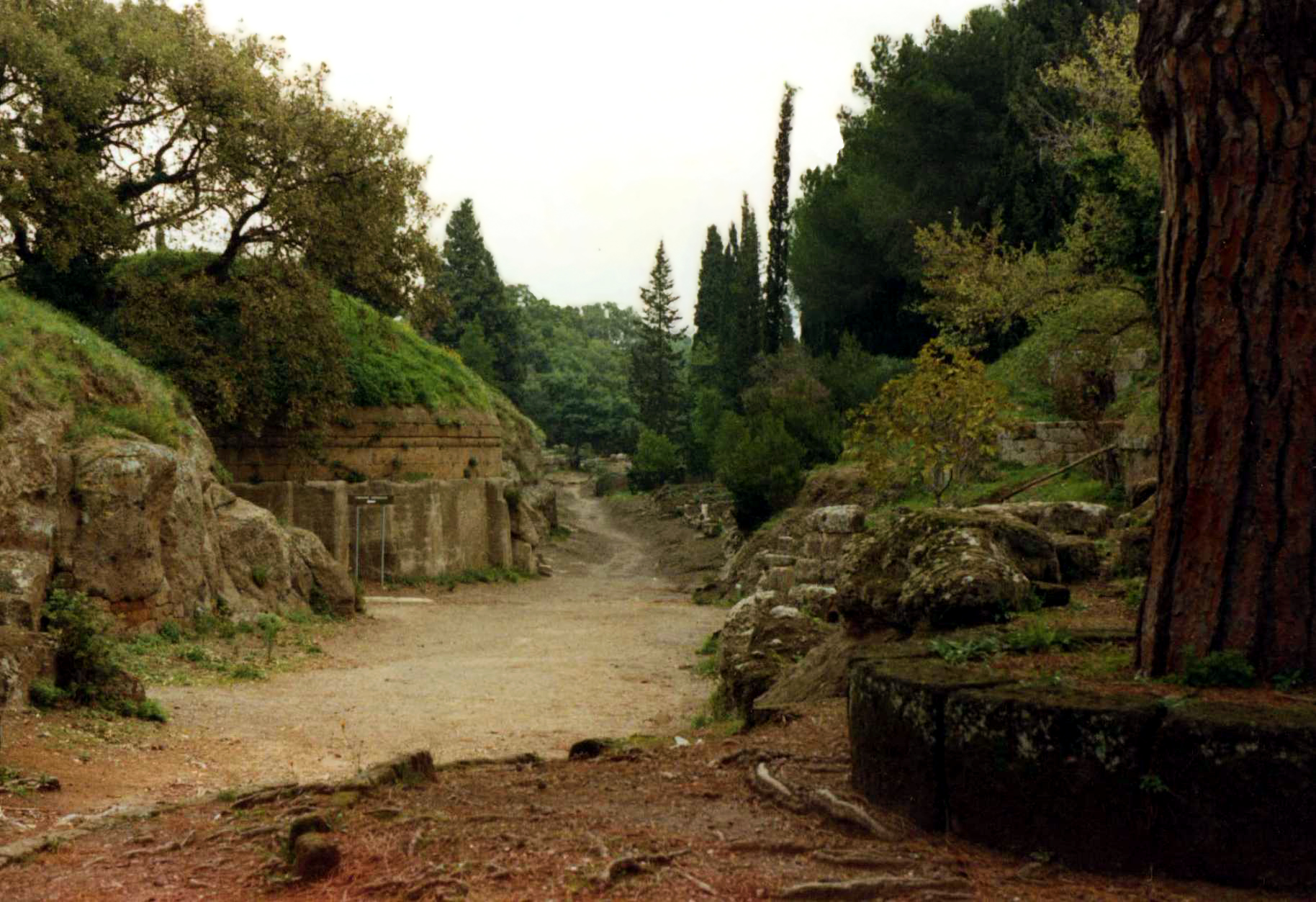
Cerveteri, Necropoli della Banditaccia.

La maggiore conservazione delle tombe etrusche rispetto alle strutture abitative venne garantita dalla loro funzione; destinate ad una durata maggiore, erano costruite in materiali non deperibili, in pietra o scavate nella roccia. I mutamenti nei riti funerari o nella struttura socio-economica della popolazione etrusca comportarono l'elaborazione nel corso dei secoli di differenti strutture sepolcrali.
Una struttura di passaggio dal pozzetto villanoviano, legato al rito dell'incinerazione, alla tomba a camera, destinata principalmente all'inumazione dei corpi, è quella a pozzetto con cinerario, racchiusi entro cerchi in pietra, quali si rinvennero a Vetulonia. Più tardi il cinerario venne sostituito da casse destinate all'inumazione e riunite all'interno di uno stesso circolo in pietra.
Il concetto già villanoviano della sopravvivenza dopo la morte portò all'elaborazione di un rituale e di un sepolcro che permettesse ai defunti di trascorrere la propria vita ultraterrena entro un ambiente familiare, assieme agli oggetti posseduti in vita. Le necropoli generalmente erano poste al di fuori della cinta muraria delle città, lungo le vie di accesso alla città stessa. Per la resa monumentale del sepolcro in epoca orientalizzante si fece ricorso alla falsa volta (tomba a tholos) o alla tomba a camera con tamburo cilindrico sovrastato dal tumulo di terra. Le tombe si articolavano in diverse camere sepolcrali di dimensioni proporzionali alla ricchezza del defunto o della famiglia committente. Le decorazioni parietali all'interno riprendevano scene di vita quotidiana o scene di prothesis con le onoranze funebri ad essa collegate, oltre alla tradizionale porta degli inferi dipinta sulla parete di fondo.
Esempi della prima fase di sviluppo della tomba monumentale etrusca, nel VII secolo a.C., sono quelli di Caere, tra i quali la nota tomba Regolini-Galassi. Questa, tipicamente, si articola in un dromos e un atrio, sostanzialmente un lungo corridoio al termine del quale si apre la camera funeraria principale che accoglieva oltre al defunto, un corredo funerario ricchissimo. La tomba fu ingrandita in seguito per accogliere altre sepolture di tipo familiare, sia inumazioni che incinerazioni, a testimonianza del persistere parallelo di entrambi i riti. Quando un ulteriore cambiamento sociale connesso alla maggiore concentrazione urbana portò alla sostituzione del potere assoluto del principe con quello di una ristretta oligarchia (fine del VII secolo a.C.), la tomba a camera, ormai tipologia unica per le classi sociali superiori, si consolidò a Caere in una forma simile a quella abitativa, con tre vani e atrio, al termine del dromos. Le tombe tendevano inoltre, essendo dotate di valore simbolico, a riprendere strutture in disuso in ambito civile ma dotate di grande prestigio.
A Tarquinia la pianta delle tombe trovò forma canonica solo nella seconda metà del VI secolo a.C.; qui, come in genere anche in Etruria settentrionale, non vi erano in epoca orientalizzante riferimenti alle abitazioni, ad eccezione di Chiusi. A Caere il tumulo venne sostituito dalla tomba a dado nel secondo quarto del VI secolo a.C., una tipologia la cui struttura è richiamata dal nome, con facciata articolata architettonicamente a livello della strada, così come la camera interna; venne utilizzata soprattutto in aree a sviluppo regolare e uniforme, come nelle necropoli di Orvieto (v. necropoli del Crocifisso del Tufo). La tradizione della tomba rupestre, con la facciata scolpita nel tufo prese avvio a Tuscania e nel viterbese, mentre a Populonia si affermarono le tombe a edicola, le cui facciate riprendevano le forme del tempio tuscanico. Nel processo di regolarizzazione e uniformazione dei sepolcri rientrano anche gli interni che si ridussero nel V secolo a.C. ad una sola camera sepolcrale; i pochi esemplari che si distinguevano in senso monumentale furono ripresi tipologicamente dai grandi sepolcri del IV secolo a.C.
Nel III e II secolo a.C. i grandi ipogei gentilizi si fecero sempre più rari, generalmente costituiti da un'unica camera quadrangolare con pilastri centrali, sinché simili sepolture in area meridionale scomparvero definitivamente con il trasferimento dell'aristocrazia etrusca a Roma.